# Andrew Stadler
Andrew Michael Stadler, född 5 januari 1988, är en amerikansk före detta fotbollsspelare.

## Biografi
Andrew Stadler föddes i Milwaukee, Wisconsin och växte upp i staden Wauwatosa där han som ung spelade fotboll på Wauwatosa West High School. Som 18-åring blev han antagen till George Washington University i Washington, D.C. och spelade under de kommande åren collegefotboll för universitetets lag George Washington Colonials. Han spelade sin sista match för Colonials i november 2009, och lämnade collegefotbollen med ett facit på 60 matcher och 35 mål. Han lämnade därefter universitetet med förhoppningar om spel i MLS eller Europa, men istället blev det spel i flera mindre amerikanska fotbollsklubbar. 
Under sommaren 2011 åkte Stadler till Sverige och spelade 5 matcher för Färila IF i Division 4. Han provtränade även med GIF Sundsvall innan han skrev på för Sandvikens IF i Division 2. Från Sandviken värvades Stadler till Landskrona BoIS inför säsongen 2014, där han efter ett lyckat provspel skrev ett tvåårskontrakt med Superettanklubben.
I augusti 2015 värvades Stadler av Östersunds FK. Efter säsongen 2016 lämnade han klubben och skrev på tvåårskontrakt med Dalkurd FF den 22 mars 2017. Den 3 februari 2019 värvades Stadler av Syrianska FC.
I februari 2020 värvades Stadler av Akropolis IF, där han skrev på ett tvåårskontrakt. I januari 2022 värvades Stadler av Vasalunds IF. I december 2022 avslutade han sin fotbollskarriär.